# Stefan Mayer (Nachrichtendienstmitarbeiter)

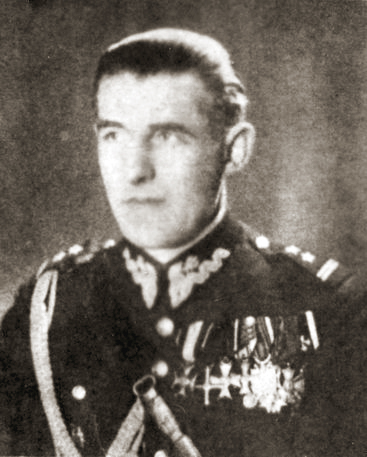
Stefan Mayer (vor 1939) als Podpułkownik (Oberstleutnant)

Stefan A. Mayer (* 25. September 1895 in Rawa-Ruska, Österreich-Ungarn; † 23. März 1981 in London) war vor und zu Beginn des Zweiten Weltkriegs ein polnischer Nachrichtendienstler und Leiter der nachrichtendienstlichen Sektion II (polnisch: Oddział II) des polnischen Generalstabs, zuletzt als Pułkownik (deutsch: Oberst). In dieser Funktion unterstand ihm auch das Biuro Szyfrów (BS) (deutsch: „Chiffrenbüro“). Hierdurch und durch seine Rolle beim legendären Geheimtreffen französischer, britischer und polnischer Codeknacker Ende Juli 1939 im Kabaty-Wald von Pyry trug er dazu bei, dass in der Folge die britischen Codebreaker im englischen Bletchley Park den von der deutschen Wehrmacht mithilfe der Rotor-Schlüsselmaschine Enigma verschlüsselten Nachrichtenverkehr entziffern konnten.

## Leben

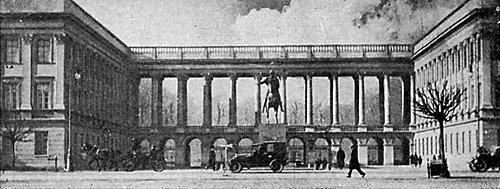
Oberst Stefan Mayer unterstand das in Warschau im Sächsischen Palais (poln. Pałac Saski) untergebrachte Biuro Szyfrów

Kurz vor dem deutschen Überfall auf Polen und angesichts der akut drohenden Gefahr bekam er durch den Chef des polnischen Generalstabs Generał brygady (deutsch: Brigadegeneral) Wacław Stachiewicz den Auftrag, das gesamte Wissen über die erkannten Schwächen der Maschine und der deutschen Verfahren sowie die bewährten Methoden zu deren Entzifferung (siehe auch: Zyklometer und Bomba) und auch Entzifferungsergebnisse an die polnischen Verbündeten weiterzugeben. Am 26. und 27. Juli 1939 kam es zum Treffen von Pyry französischer, britischer und polnischer Codeknacker im Wald von Pyry etwa 20 km südlich von Warschau, bei dem Stefan Mayer durch die Mitarbeiter des BS den verblüfften Briten und Franzosen die polnischen Methodiken offenlegen ließ.
Nach Ausbruch des Krieges musste Mayer sein Land verlassen. Er ging nach England und leitete ab 1941 die Nachrichtenschule der polnischen Exilregierung, deren Sitz zunächst in Bayswater, einem Stadtteil von London, war, und ab 1942, nach deren Verlegung, bis 1945 in Glasgow.

## Schriften
S. A. Mayer: The breaking up of the German cipher machine ‘ENIGMA’ by the cryptological section in the 2nd Department of the General Staff of the Polish Armed Forces. PRO HW 25/16, 31. Mai 1974.